# 帕亚雷斯
帕亚雷斯（法語：Pailharès，法語發音：[pajaʁɛs]）是法国阿尔代什省的一个市镇，属于罗讷河畔图尔农区。

## 地理
帕亚雷斯（45°4'42"N, 4°33'56"E）面积19.69 平方千米，位于法国奥弗涅-罗讷-阿尔卑斯大区阿尔代什省，该省份为法国东南部内陆省份，北起顺时针与卢瓦尔省、伊泽尔省、德龙省、沃克吕兹省、加尔省、洛泽尔省和上盧瓦爾省接壤。
与帕亚雷斯接壤的市镇（或旧市镇、城区）包括：拉法尔、诺济耶尔、圣费利西安、萨蒂略、沃德旺。
帕亚雷斯的时区为UTC+01:00、UTC+02:00（夏令时）。

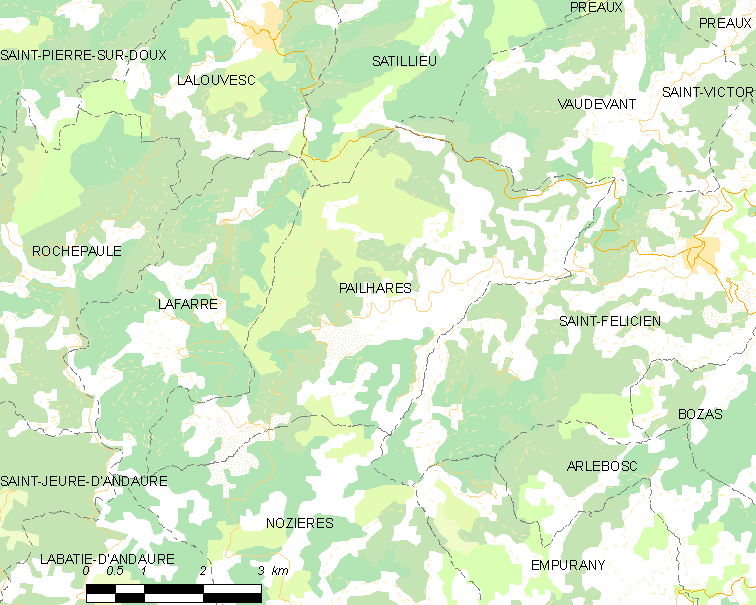
帕亚雷斯的OSM定位图

## 行政
帕亚雷斯的邮政编码为07410，INSEE市镇编码为07170。

## 政治
帕亚雷斯所属的省级选区为上维瓦赖县。

## 人口

1962-2008年间帕亚雷斯人口变化图示

帕亚雷斯于2022年1月1日时的人口数量为288人。